# Amras
En el universo imaginario de J. R. R. Tolkien, Amras es un príncipe noldo, hijo de Fëanor y hermano de Amrod, quien se juramentó junto con su padre y sus otros hermanos a seguir a Melkor a la Tierra Media, para destruirlo y así recuperar los Silmarils.

La estrella de la casa de Fëanor

El nombre que le fue puesto por su padre era, en quenya, Telufinwë, que significa el «último Finwë», por ser el último nacido de los Hijos de Fëanor. Su madre le dio el nombre de Ambarussa, que significa «alto y rojizo», en relación con el color y la forma de su cabello. Fëanor no estuvo de acuerdo y su madre se lo cambió por el de Umbarto, «el predestinado», pero su padre lo llamó Ambarto.
Al llegar a Beleriand ocupó, junto con su hermano gemelo Amrod, la región ubicada entre los ríos Gelion y Aros; parte de la cual fue cedida luego a las tres casas de los hombres. En la Nírnaeth Arnoediad fue despojado de esos territorios por la huestes de Glaurung, siendo expulsado a Ossiriand. 
Abandonó su vida errante cuando, tras de la muerte de Thingol, el Silmaril pasara a manos de su nieto, Dior; y enterado de esto, Celegorm reunió a sus hermanos y juntos marcharon a Menegroth dispuestos a recuperarlo; con lo que se produjo la Segunda Batalla entre Elfos. 
En esa ocasión no pudieron recuperar el silmaril, puesto que Elwing, la hija de Dior, huyó salvando la joya; pero cuando se enteraron de que esta vivía en las desembocaduras del Sirion, de nuevo se juntaron los hermanos sobrevivientes y fueron a tratar de recuperar la joya de Fëanor; y se produjo así la tercera matanza entre hermanos. Allí cayó Amras.
- Datos: Q431704